# Dean Shiels
Dean Shiels (Magherafelt, 1º febbraio 1985) è un allenatore di calcio ed ex calciatore nordirlandese, di ruolo centrocampista.

## Palmarès

### Club

#### Competizioni nazionali
- Coppa di Lega scozzese: 2

Hibernian: 2006-2007
Kilmarnock: 2011-2012
- Scottish Third Division: 1

Rangers: 2012-2013
- Scottish League One: 1

Rangers: 2013-2014
- Scottish Championship: 1

Rangers: 2015-2016
- Scottish Challenge Cup: 1

Rangers: 2015-2016
- Campionato irlandese: 1

Dundalk: 2016